# Pompeo Ghitti
Pompeo Ghitti, (né en 1631 à Marone près de Brescia en Lombardie, mort vers l'an 1703 ou 1704 dans cette même ville) est un peintre italien baroque actif à Brescia et ses environs au XVIIe siècle et au début du  XVIIIe siècle.

## Biographie
Ghitti Pompeo est né dans le village de Marone en bord de lac d'Iseo, près de Brescia. Il fut l'élève des peintres Ottavio Amigoni, Angelo Everardi et de Giovanni Battista Discepoli. Ghitti a contribué à la réalisation de la grande fresque dans l'église  du Santo-Corpo di Cristo ou del Corpus Domini de Brescia, maintenant appelée Santo Cristo. Il a peint deux retables, la Dernière Cène (1681, 2e chapelle à gauche) et la Gloire de saint Charles Borromée avec les saints martyrs Étienne, François d'Assise, Antoine de Padoue, et saint Roch (1668, 2e chapelle à droite) pour l'église paroissiale de Santa Maria Assunta de Ghedi. Il a peint le retable principal avec Saint Charles Borromée priant la vierge  avec l'insertion d'une image de la Sainte-Trinité par Pietro Scalvini dans l'église de la Confrérie de la SS. Trinità dei Pellegrini, maintenant appelée Teatro San Carlino à Brescia. Dans le château surplombant la ville de Cazzago San Martino, dans le Salone delle adunanze, la décoration des paysages est du peintre  Pietro Antonio Sorisene et les images de Ghitti Pompeo (1669). La contre-façade de l'église Santa Maria in Calchera de Brescia est peinte par Ghitti, elle représente un miracle de Bernardino da Feltre. Ghitti a également réalisé une des fresques de l'église Santa Maria degli Angeli à  Gardone.
Parmi ses élèves on note Pietro Avogadro et Giovanni Antonio Capello.

## Œuvres

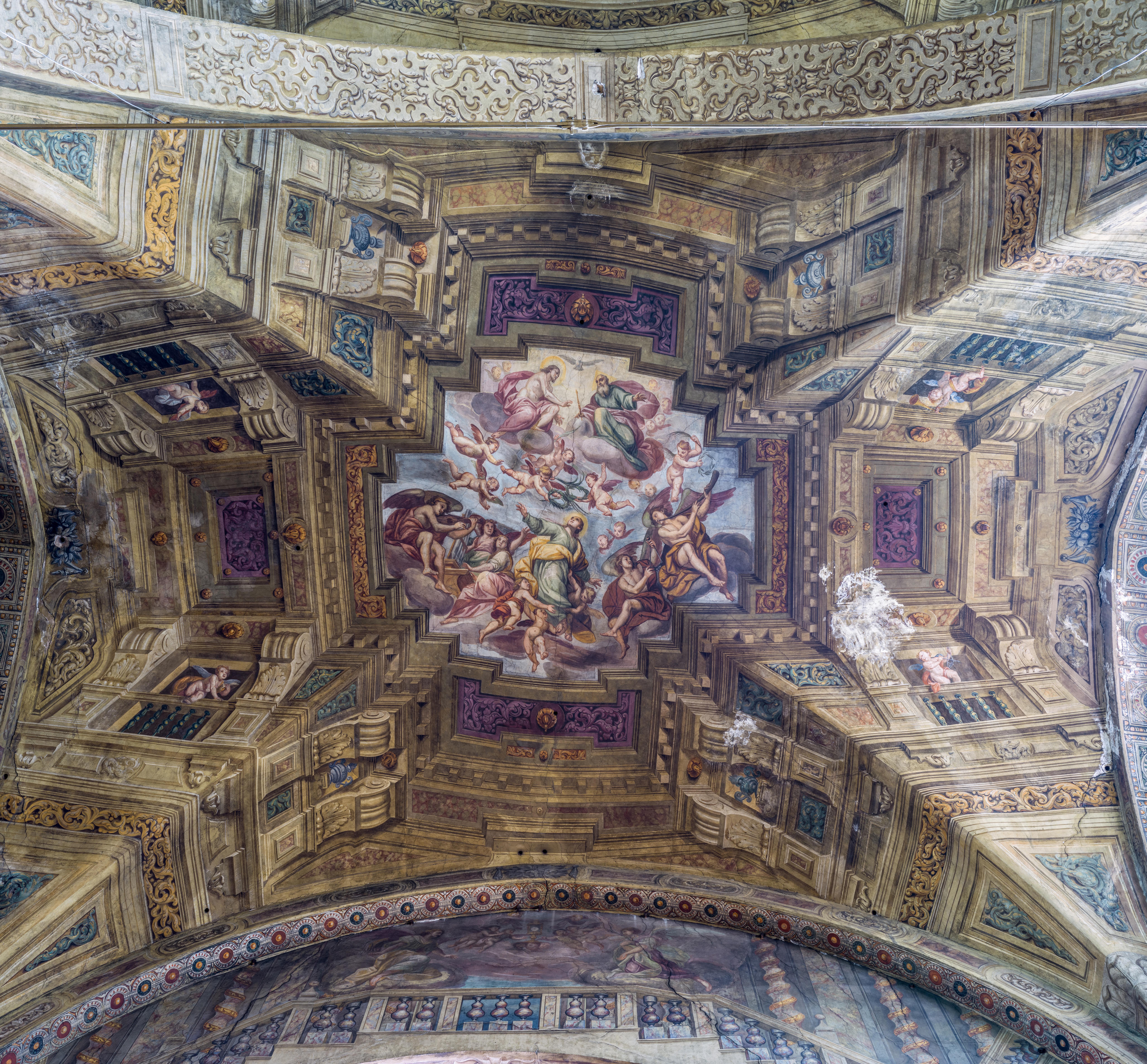
Fresque, église sant'Agata, Brescia

## Sources
- (en) Cet article est partiellement ou en totalité issu de l’article de Wikipédia en anglais intitulé « Pompeo Ghitti » (voir la liste des auteurs).